# Sükösd Sámuel
Sükösd Sámuel (Sepsiszentkirály, 1816. – Tömösi-szoros, 1849. június 20.) református lelkész, pap, író. Édesapja, Sükösd József is református lelkész volt.

## Életpályája
Székelyudvarhelyen, Nagyenyeden tanult. 1831-ben lett főiskolás. 1838-ban köztanító lett. 1839-től püspöki titkárként dolgozott. 1840–1843 között Berlinben tanult tovább. 1843-ban Barátoson, 1844-ben Lécfalván, 1844-től Déván volt lelkész. 1848–1849 között Uzonban volt lelkipásztor. A Tömösi-szorost védő székely honvédek tábori papjaként halt hősi halált.

## Művei
- A költészet alaprajza. Útmutatásul csupán kezdő tanítványai számára (verstan, Nagyenyed, 1839)
- Ez az élet csalódás (Gyászbeszéd Jakó Elekné Csoma Klára felett). (Brassó, 1843)
- Az iskolamester elhivattatása szép és fontos (Gyászbeszéd Veress István felett) (Brassó, 1844)
- Halotti beszédek (közzétette Baló Benjámin, Arad, 1858)